# Рыбница (приток Оки)
Рыбница — река в Орловской области России.
Протекает в северо-северо-западном направлении по территории Свердловского и Орловского районов. Образуется слиянием Большой и Малой Рыбницы между деревней Аленовка и посёлком Нива. У деревни Усть-Рыбница впадает в реку Оку в 1400 км от её устья по правому берегу. Длина реки составляет 56 км (от истока Большой Рыбницы — 75 км), площадь водосборного бассейна — 779 км². Высота истока — 183 м над уровнем моря.

## Притоки (км от устья)
- 19 км — река Стишь (пр)
- 27 км — река Путимец (лв)
- 35,2 км — река Вишневец (пр)
- 35,9 км — река Малая Рыбница (лв)
- 43 км — река Бич (пр)
- 50 км — река Лозовец (лв)
- 56 км — река Большая Рыбница (лв)
- 56 км — река Малая Рыбница (пр)

## Данные водного реестра
По данным государственного водного реестра России и геоинформационной системы водохозяйственного районирования территории РФ, подготовленной Федеральным агентством водных ресурсов:
- Бассейновый округ — Окский
- Речной бассейн — Ока
- Речной подбассейн — бассейны притоков Оки до впадения реки Мокши
- Водохозяйственный участок — Ока от истока до г. Орёл
- Код водного объекта — 09010100112110000017845[2]